# لوان رایون
لوان رایون (انگلیسی: Luann Ryon؛ زادهٔ ۱۳ ژانویهٔ ۱۹۵۳) کماندار اهل ایالات متحده آمریکا است.
وی در مسابقات کشوری و بین‌المللی در مجموع برندهٔ ۳ مدال طلا شده‌است.